# Tossal Gros (Alpicat)
El Tossal Gros és una muntanya de 347 metres que es troba al municipi d'Alpicat, a la comarca catalana del Segrià.
Al cim podem trobar-hi un vèrtex geodèsic (referència 251112001).